# Limnichomorphus ohbayashii
Limnichomorphus ohbayashii är en skalbaggsart som beskrevs av Satô 1966. Limnichomorphus ohbayashii ingår i släktet Limnichomorphus och familjen lerstrandbaggar. Inga underarter finns listade i Catalogue of Life.